# Secteur pavé de Verchain-Maugré à Quérénaing
Le secteur pavé de Verchain-Maugré à Quérénaing est un secteur pavé de la course cycliste Paris-Roubaix situé dans la commune de Verchain-Maugré avec une difficulté actuellement classée trois étoiles.
Le secteur pavé entre Quérénaing et Verchain-Maugré a pris le nom de Jean-Luc Derche (1951-2019), le 17 février 2024. Il était le monsieur sécurité et bénévole du Grand Prix de Denain.

## Paris-Roubaix

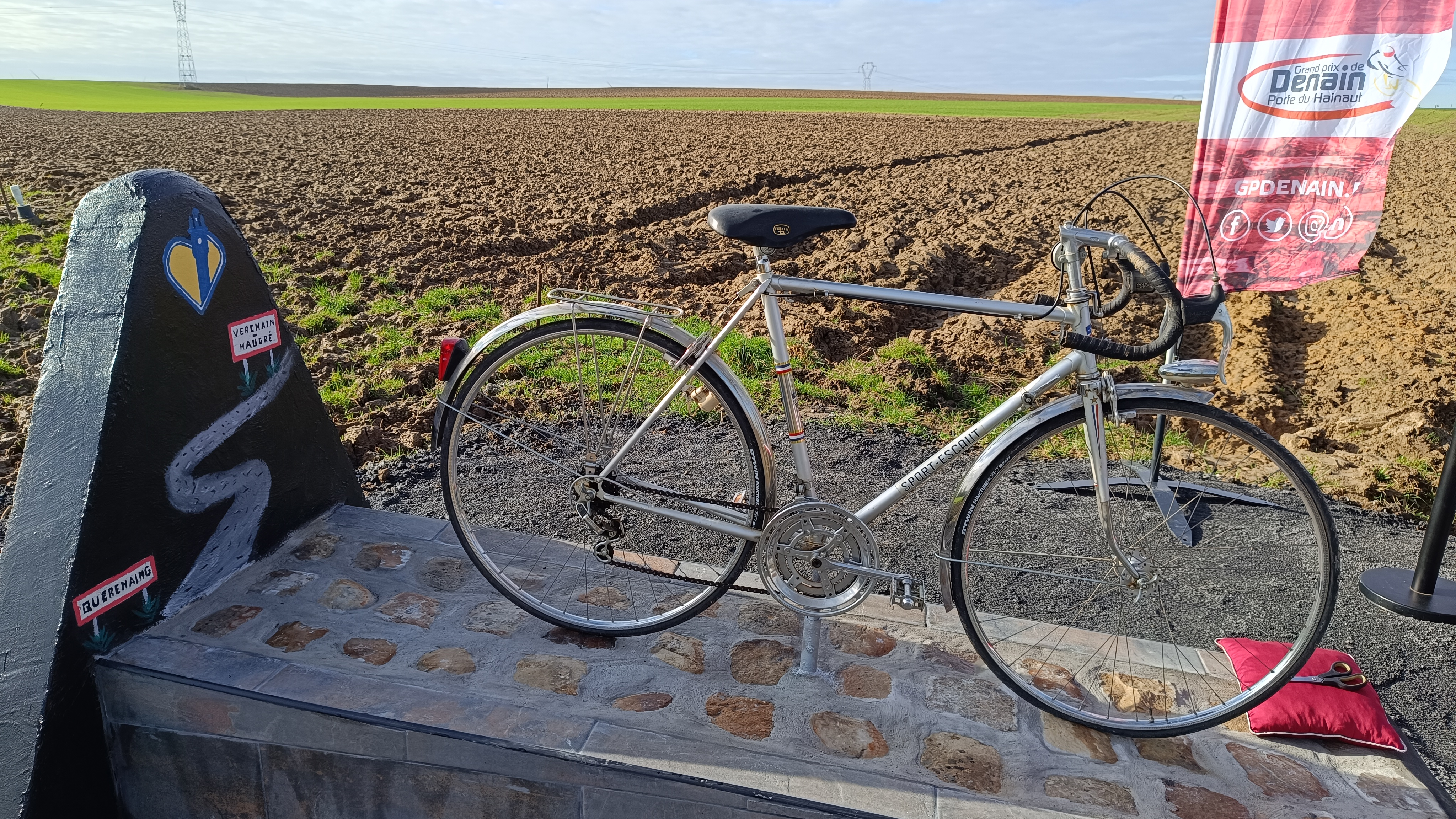
La stèle du secteur pavé Jean-Luc Derche entre Quérénaing et Verchain-Maugré inaugurée le 17 février 2024

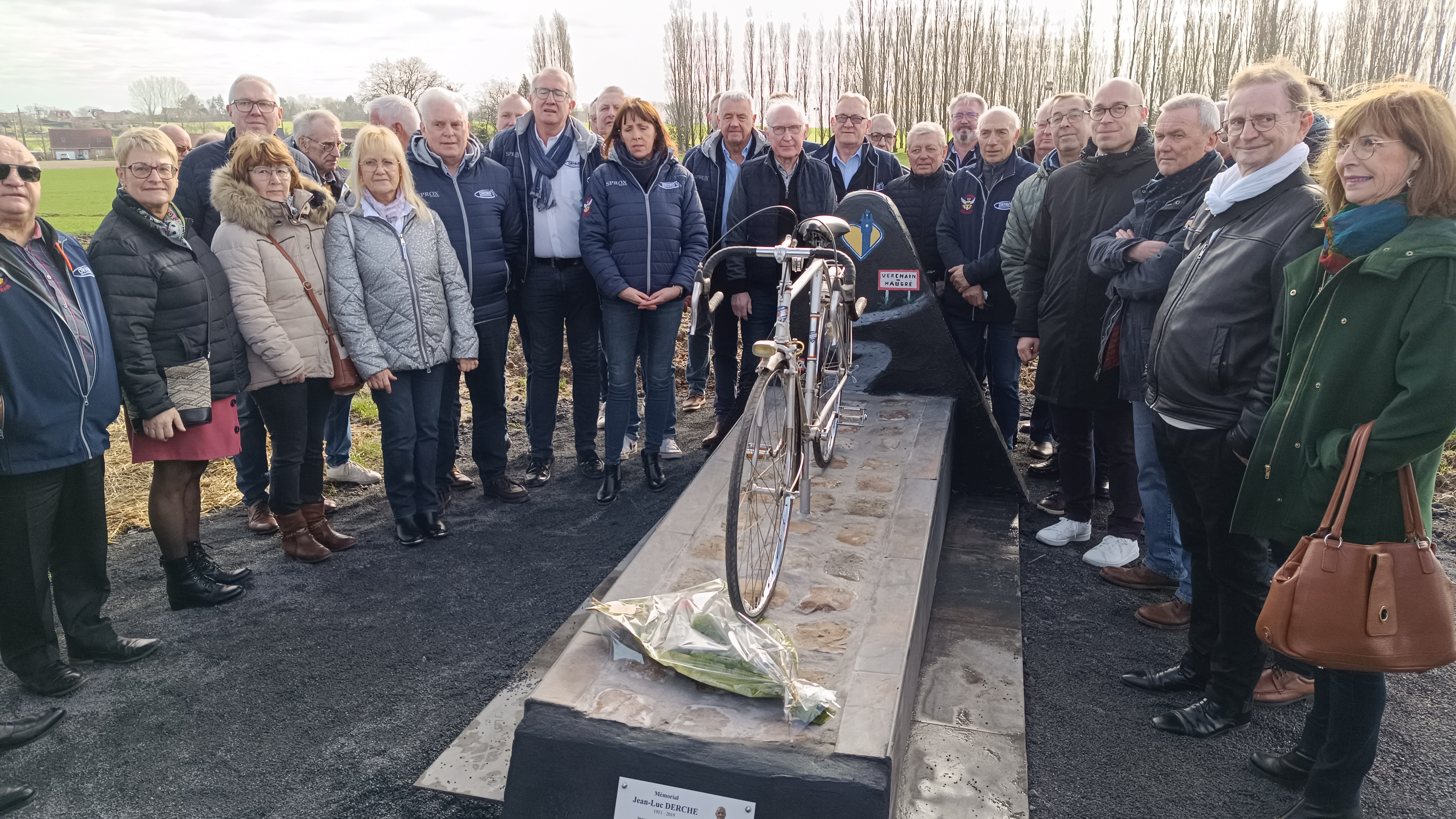
La stéle du secteur pavé Jean-Luc Derche entre Quérénaing et Verchain-Maugré inaugurée le 17 février 2024

### Caractéristiques
- Longueur : 1 600 m
- Difficulté : 3 étoiles (pour son dernier passage en 2022)
- Secteur n° 23 (pour son dernier passage en 2022)

Il est apparu pour la première fois en 2005, sur la course. Sa déclivité de 6% lui permet d’être considéré comme un petit mont sur les 600 premiers mètres.

## Tour de France
Le secteur est emprunté dans sa totalité lors de la 4e étape du Tour de France 2015 dans le sens inverse de celui pris habituellement par Paris-Roubaix, c'est-à-dire de Quérénaing vers Verchain-Maugré. Il est le troisième des sept secteurs traversés de l'étape et porte le nom de secteur no 5.